# Cover Me
Cover Me — песня британской рок-группы Depeche Mode, выпущенная 6 октября 2017 года в качестве третьего сингла с четырнадцатого студийного альбома Spirit. Выпущенный сингл состоит из нескольких ремиксов песен «Cover Me» и «So Much Love». Это четвёртый сингл в каталоге группы, написанный в соавторстве с вокалистом Дэйвом Гааном.

## Список композиций
- CD сингл

| №  | Название                                         | Длительность |
| -- | ------------------------------------------------ | ------------ |
| 1. | «Cover Me (Radio Edit)»                          | 4:01         |
| 2. | «Cover Me (Warpaint Steez Remix)»                | 6:23         |
| 3. | «Cover Me (Erol Alkan Black Out Rework)»         | 8:12         |
| 4. | «Cover Me (Texas Gentlemen Remix)»               | 5:22         |
| 5. | «Cover Me (Ellen Allien U.F.O. RMX)»             | 9:37         |
| 6. | «Cover Me (Ben Pearce Remix)»                    | 5:59         |
| 7. | «Cover Me (Josh T. Pearson Choose Hellth Remix)» | 4:48         |
| 8. | «So Much Love (Kalli Remix)»                     | 6:28         |

## Участники
- Дэвид Гаан — вокал;
- Мартин Гор — гитара, клавишные, синтезаторы, бэк-вокал;
- Энди Флетчер — клавишные, синтезаторы, бэк-вокал;
- Джеймс Форд — барабаны, сведение, продюсирование, педал-стил-гитара;
- Курт Уэнала — программирование;
- Matrixxman — программирование, производство;
- Джимми Робертсон — инжиниринг;
- Брендан Моравски — техник;
- Антон Корбейн — дизайн;
- Дэвид Бетт — дизайн;

## Чарты
| Чарт (2017)             | Высшая позиция |
| ----------------------- | -------------- |
| Венгрия (Single Top 40) | 35             |